# Radłów (gemeente in Klein-Polen)
De gemeente Radłów is een landgemeente in het Poolse woiwodschap Klein-Polen, in powiat Tarnowski.
De zetel van de gemeente is in Radłów.
Op 30 juni 2004 telde de gemeente 9707 inwoners.

## Oppervlakte gegevens
In 2002 bedroeg de totale oppervlakte van gemeente Radłów 86,02 km², waarvan:
- agrarisch gebied: 71%
- bossen: 16%

De gemeente beslaat 6,08% van de totale oppervlakte van de powiat.

## Demografie
Stand op 30 juni 2004:
| Omschrijving                   | Totaal | Totaal | Vrouwen | Vrouwen | Mannen | Mannen |
| ------------------------------ | ------ | ------ | ------- | ------- | ------ | ------ |
| eenheid                        | aantal | %      | aantal  | %       | aantal | %      |
| inwoners                       | 9707   | 100    | 4945    | 50,9    | 4762   | 49,1   |
| bevolkingsdichtheid (inw./km²) | 112,8  | 112,8  | 57,5    | 57,5    | 55,4   | 55,4   |

In 2002 bedroeg het gemiddelde inkomen per inwoner 1262,2 zł.

## Administratieve plaatsen (sołectwo)
Biskupice Radłowskie, Brzeźnica, Glów, Łęka Siedlecka, Marcinkowice, Niwka, Przybysławice, Radłów, Sanoka, Siedlec, Wał-Ruda, Wola Radłowska, Zabawa, Zdrochec.

## Aangrenzende gemeenten
Borzęcin, Szczurowa, Wierzchosławice, Wietrzychowice, Żabno